# Dvorany nad Nitrou
Dvorany nad Nitrou (bis 1927 slowakisch „Falkaš Dvorany“; ungarisch Farkasudvard – bis 1907 Falkasdovorán) ist eine slowakische Gemeinde im Okres Topoľčany und im Nitriansky kraj mit 814 Einwohnern (Stand 31. Dezember 2024).

## Geographie
Die Gemeinde befindet sich im mittleren Teil des Hügellands Nitrianska pahorkatina, am rechten Ufer und der Flurterrasse der Nitra. Das Ortszentrum liegt auf einer Höhe von 160 m n.m. und ist neun Kilometer von Topoľčany entfernt.
Nachbargemeinden sind Ludanice (Hauptort) im Norden, Súlovce im Osten, Oponice im Südosten, Ludanice (Ortsteil Mýtna Nová Ves) im Süden und Horné Obdokovce im Westen.

## Geschichte
Dvorany nad Nitrou wurde zum ersten Mal 1254 (nach älteren Quellen erst 1285) als Doran schriftlich erwähnt und war ursprünglich Besitz der Familie Gabajský, gefolgt 1416 von der Familie Ludányi. Später war das Dorf Gut von Familien wie Berényi, Forgách, Zay und anderen. Während der türkischen Besetzung des Gebiets führte das Dorf im Jahr 1664 insgesamt 10.470 Akçe an das Osmanische Reich ab. 1715 gab es Weingärten und 13 Haushalte, 1753 wohnten 44 Familien im Ort, 1787 hatte die Ortschaft 40 Häuser und 324 Einwohner, 1828 zählte man 41 Häuser und 284 Einwohner, die als Landwirte beschäftigt waren.
Bis 1918 gehörte der im Komitat Neutra liegende Ort zum Königreich Ungarn und kam danach zur Tschechoslowakei beziehungsweise heute Slowakei. Von 1976 bis 1990 war Dvorany nad Nitrou Teil der Gemeinde Ludanice.

## Bevölkerung
| Jahr                | 1994 | 2004     | 2014    | 2024    |
| ------------------- | ---- | -------- | ------- | ------- |
| Anzahl der Personen | 683  | 775      | 761     | 814     |
| Unterschied         |      | +13,46 % | −1,80 % | +6,96 % |

| Jahr                | 2023 | 2024    |
| ------------------- | ---- | ------- |
| Anzahl der Personen | 810  | 814     |
| Unterschied         |      | +0,49 % |

Gemäß der Volkszählung 2011 wohnten in Dvorany nad Nitrou 754 Einwohner, davon 753 Slowaken und ein Tscheche.
720 Einwohner bekannten sich zur römisch-katholischen Kirche und fünf Einwohner zur Evangelischen Kirche A. B. 23 Einwohner waren konfessionslos und bei sechs Einwohnern wurde die Konfession nicht ermittelt.

## Bauwerke und Denkmäler
- römisch-katholische Kirche im Barockstil aus dem Jahr 1768

## Verkehr
Durch Dvorany nad Nitrou passieren sowohl die Straße 1. Ordnung 64 zwischen Nitra und Topoľčany als auch die Bahnstrecke Nové Zámky–Prievidza. Haltestellen gibt es in den Nachbarorten Ludanice und Mýtna Nová Ves.